# Notoglanidium
Genre
Notoglanidium est un genre de poissons-chats de la famille des Claroteidae.

## Liste des espèces
Selon FishBase (29 octobre 2017) :
- Notoglanidium akiri (Risch, 1987)
- Notoglanidium boutchangai (Thys van den Audenaerde, 1965)
- Notoglanidium depierrei (Daget, 1979)
- Notoglanidium macrostoma (Pellegrin, 1909)
- Notoglanidium maculatum (Boulenger, 1916)
- Notoglanidium pallidum Roberts & Stewart, 1976
- Notoglanidium pembetadi Vreven, Ibala Zamba, Mamonekene & Geerinckx, 2013
- Notoglanidium thomasi Boulenger, 1916
- Notoglanidium walkeri Günther, 1903